# Ketchum Glacier
Ketchum Glacier är en glaciär i Antarktis. Den ligger i Västantarktis. Argentina, Chile och Storbritannien gör anspråk på området. Ketchum Glacier ligger 92 meter över havet.
Terrängen runt Ketchum Glacier är varierad. Trakten är obefolkad. Det finns inga samhällen i närheten.